# Маријан Лупу
Маријан Лупу (молд. Marian Lupu; Балци, 20. јун 1966) је председник парламента Молдавије и вршилац дужности председника од 2010. до 2012. године. Члан је Демократске странке и Алијансе за Европске интеграције.